# Boston Herald
Il Boston Herald è un quotidiano che serve Boston, il Massachusetts e la zona circostante. È stato fondato nel 1846 ed è uno dei più antichi quotidiani negli Stati Uniti. Nella sua storia è stato premiato con otto premi Pulitzer, di cui quattro per la scrittura editoriale e tre per la fotografia. Nel 1981 è stato convertito in formato tabloid.

## Storia
Il Boston Herald è stato fondato nel 1846 da un gruppo di stampatori di Boston riuniti nella società John A. French & Company. Era stampato su un unico foglio fronte e retro, e costava un centesimo.
Nel 1847 assorbe il Boston American Eagle e il Boston Daily Times.
Nel 1912 acquista l'American Traveler, settimanale dedicato ai viaggiatori fondato del 1825.
Nell'ottobre del 1917 John H. Higgins, editore e tesoriere del Boston Herald, acquista il The Boston Journal e modifica il nome in The Boston Herald and Boston Journal.
Nel 1946 la Herald-Traveler Corporation acquista una stazione radio di Boston (WHDH). Il 26 novembre 1957 iniziano le attività televisive (WHDH-TV) come affiliato ABC su canale 5. Nel 1961 cambia partner e si affilia a CBS.
Nel 1967 l'Herald-Travel Co. assorbe il Traveler nell'Herald e crea il The Boston Herald Traveler.
La FCC (Federal Communications Commission) mette sotto indagine a causa di alcuni incontri tra l'amministratore delegato del giornale con commissari della FCC durante il processo di ottenimento della licenza. Nel 1969 la FCC concede alla Boston Broadcasters Inc. di poter occupare le frequenze di canale 5. L'Herald-Traveler fa ricorso ma nel 1972 il tribunale conferma il cambio.
Senza televisione da poter sovvenzionare l'edizione cartacea, l'Herald-Traveler rischia la chiusura. Il giornale venne venduto a Hearst Corporation nel 1972, che pubblicava il rivale American Record. I due giornali vennero fusi: al mattina usciva il quotidiano chiamato Boston Herald Traveler and American Record e nel pomeriggio Record-American and Boston Herald Traveler. La prima edizione con il nuovo nome è datata 19 giugno 1972. L'edizione pomeridiana è stata presto abbandonata e il lungo nome ridotto a Boston Herald American, con l'edizione domenicale intitolata Sunday Herald Advertiser. Il giornale era stampato in formato broadsheet ma non è riuscito a fidelizzare un pubblico particolare, dato che American Record era stato un tipico tabloid e l'Herald Traveler era un giornale repubblicano.
Nel settembre 1981 la Hearst converte il formato in tabloid, ma non risolve i problemi del giornale. La proprietà annuncia la volontà di chiudere l'Herald American il 3 dicembre 1982. Alla scadenza, però, il magnate dei media Rupert Murdoch apre un negoziato per salvare il giornale; e dopo 30 ore di discussione con la proprietà e i sindacati lo acquista. L'edizione successiva apri con: You Bet We're Alive! (Siamo ancora vivi!).
Il nuovo corso modificò il nome della testata riportandola a Boston Herald. Iniziò una fase di espansione fino al 2001 quando tutto il settore dei giornali è stato vittima di perdite di diffusione e ricavi.
Nel febbraio 1994 la News Co. dovette vendere l'Herald per permettere alla Fox Television Stations di poter acquistare WFXT (Canale 25). Patrick J. Purcell, che ne era stato editore e responsabile della News Corporation, acquista l'Herald. Diversi anni dopo, Purcell dà all'Herald una presenza suburbana che non ha mai avuto con l'acquisto della Community Newspaper Company dalla Fidelity Investments. Sebbene le società furono fuse in un'unica (Herald Media Inc.), i giornali suburbani hanno mantenuto la loro identità editoriale marketing distinte.
Dopo alcuni anni di utili da parte della Community Newspaper e di perdite dell'Herald, nel 2006 vende la catena di giornali della Liberty Group Publishin dell'Illinois, che cambierà nome in GateHouse Media. L'accordo porta 225 million di dollari a Purcell, che si impegna a cancellare i debiti dell'Herald e di avviare investimenti sul quotidiano.